# 吐鲁番厅

吐鲁番厅（吐鲁番办事大臣辖区）在新疆的位置（1820年）

吐鲁番厅，前称辟展廳，是清朝时设置的厅，並曾兩度为直隶厅，治所在今新疆维吾尔自治区吐鲁番市鄯善县。
乾隆三十六年（1771年）置，称「辟展廳」，直隶于甘肅省。其地曾为蒲昌县，回鹘语音名为Pučang，由回鹘语转换回汉语，又有宝庄、辟展、必残、北昌，皮禅等汉译名，即今辟展镇:33。
乾隆三十八年（1773年），降为散厅，属镇西府。四十四年（1779年）改称「吐鲁番厅」，仍属镇西府。光绪十二年（1886年）復升为直隶厅，属新疆省。1913年，因应废厅改县而改制为吐鲁番县。